# Petite chauve-souris à queue de souris
Rhinopoma muscatellum
Espèce
Synonymes
- Rhinopoma hardwickii Thomas, 1903 ssp. muscatellum
- Rhinopoma hardwickii Thomas, 1913 ssp. seianum

Statut de conservation UICN

 LC  : Préoccupation mineure
La Petite chauve-souris à queue de souris (Rhinopoma muscatellum) est une espèce de chauve-souris de la famille des Rhinopomatidae.

## Liste des sous-espèces
Selon Mammal Species of the World (version 3, 2005)  (10 May 2011) :
- sous-espèce Rhinopoma muscatellum muscatellum
- sous-espèce Rhinopoma muscatellum seianum

## Étymologie
Son nom est dérivé de Mascate, la capitale du Sultanat d'Oman.